# Arrondissement Saint-Malo
Arrondissement Saint-Malo je správní územní jednotka ležící v departmentu Ille-et-Vilaine v regionu Bretaň ve Francii. Člení se dále na 9 kantonů a 63 obcí.

## Kantony
- Cancale
- Châteauneuf-d'Ille-et-Vilaine
- Combourg
- Dinard
- Dol-de-Bretagne
- Pleine-Fougères
- Saint-Malo-Nord
- Saint-Malo-Sud
- Tinténiac